# Borlänge HF
Borlänge HF är en ishockeyklubb i Borlänge, Dalarna.

## Historia
Klubben är en sammanslagning av de tre tidigare klubbarna IF Tunabro, Kvarnsvedens GoIF och IK Rommehed. Tunabro hade spelat i högsta serien tre säsonger 1971/72-1973/74, och åkte 1976/77 ur dåvarande division 1 västra ner i division 2, tredje högsta divisionen där de båda grannklubbarna spelade.
Situationen med tre borlängeklubbar i samma serie kändes inte helt bekväm och sammanslagningsdiskussioner startade genast. Tunabro och Kvarnsveden gick ihop under namnet Borlänge HC, medan IK Rommehed valde att satsa på egen hand. Rommelaget fick också flest gamla tunabroprofiler till sitt lag och gick redan samma säsong, 1977/78, upp i division 1. Där var man också i playoff till elitserien andra året, 1979/80, och gick vidare mot göteborgslaget Bäcken, men åkte ut mot Bofors.
Våren 1980 var en stor kvalvår i Borlänge, då Borlänge HC samtidigt under sin tredje säsong tog sig upp i division 1. 1980/81 hade Borlänge två lag i division 1 västra, där BHC blev bäst i stan, tre poäng före "Romme", en futtig poäng från playoff. Efter denna säsong slog de två kvarvarande lagen i stan sina påsar ihop, och kom under många år att bära sponsornamnet HC Dobel. 1993 tog man nuvarande namn.

### Resultat senaste säsongerna
| Säsong    | Division            | Placering | Vårserie                  | Kval/Playoff                                                                     |
| --------- | ------------------- | --------- | ------------------------- | -------------------------------------------------------------------------------- |
| 1999/2000 | Division 1 Västra A | 2         | 3:a i Allettan Västra     | Vinner mot Valbo AIF i Playoff Västra. 4:a i Västra kvalserien till Allsvenskan. |
| 2000/2001 | Division 1 Västra A | 1         | 8:a i Allettan Västra     |                                                                                  |
| 2001/2002 | Division 1 Västra A | 1         | 5:a i Allettan Västra     | 3:a i Förkval Västra A                                                           |
| 2002/2003 | Division 1 Västra A | 1         | 7:a i Allettan Västra     |                                                                                  |
| 2003/2004 | Division 1 Västra A | 1         | 3:a i Allettan Västra     | 4:a i Förkval Västra                                                             |
| 2004/2005 | Division 1 Västra   | 4         |                           |                                                                                  |
| 2005/2006 | Division 1C         | 1         |                           | Playoff: Vinner mot Väsby, utslagna av Huddinge                                  |
| 2006/2007 | Division 1C         | 3         | 3:a i Allettan Östra      |                                                                                  |
| 2007/2008 | Division 1C         | 2         | 7:a i Allettan Mellan     |                                                                                  |
| 2008/2009 | Division 1C         | 6         | 1:a i vårserien           | Playoff: Vinner mot Botkyrka, utslagna av Nyköping                               |
| 2009/2010 | Division 1C         | 1         | 7:a i Allettan Mellan     |                                                                                  |
| 2010/2011 | Division 1C         | 5         | 1:a i fortsättningsserien | Playoff: Utslagna av IFK Ore                                                     |
| 2011/2012 | Division 1C         | 2         | 8:a i Allettan Mellan     |                                                                                  |
| 2012/2013 | Division 1C         | 7         | 1:a i fortsättningsserien | Playoff: Utslagna av Åker/Strängnäs HC                                           |
| 2013/2014 | Division 1C         | 3         | 5:a i Allettan Mellan     |                                                                                  |
| 2014/2015 | Hockeyettan Västra  | 7         | 4:a i vårserien           |                                                                                  |
| 2015/2016 | Hockeyettan Västra  | 1         | 1:a i Allettan Norra      | 6:a i kvalserien till Hockeyallsvenskan                                          |
| 2016/2017 | Hockeyettan Västra  | 1         | 8:a i Allettan Södra      | Playoff: Utslagna av Kallinge-Ronneby IF                                         |
| 2017/2018 | Hockeyettan Västra  | 4         | 1:a i Allettan Norra      | Vinner Hockeyettanfinalen 5:a i kvalserien till Hockeyallsvenskan                |
| 2018/2019 | Hockeyettan Västra  | 1         | 3:a i Allettan Norra      | Playoff: Utslagna av Huddinge IK                                                 |
| 2019/2020 | Hockeyettan Västra  | 2         | 2:a i Allettan Norra      | Playoff: Utslagna av Visby/Roma                                                  |
| 2020/2021 | Hockeyettan Västra  | 4         | 6:a i Allettan Norra      | Slutspel: Utslagna av Nybro Vikings                                              |
| 2021/2022 | Hockeyettan Västra  | 3         | 6:a i Allettan Norra      | Slutspel: Besegrar Visby, utslagna av Nybro                                      |
| 2022/2023 | Hockeyettan Västra  | 8         | 1:a i Vårettan Norra      | Slutspel: Utslagna av Mariestad                                                  |